# Patrick Flanagan
Patrick Pat Flanagan (¿-?) era un deportista del tira y afloja de los Estados Unidos. En los Juegos Olímpicos de San Luis 1904 formó parte del equipo de su país, que ganó la medalla de oro en dicha disciplina.